# El caso Matías
 El caso Matías es una película de Argentina filmada en Eastmancolor dirigida por Aníbal Di Salvo sobre su propio guion escrito en colaboración con Eduardo Mignogna según el argumento de Miguel Ángel Materazzi que se estrenó el 18 de abril de 1985 y que tuvo como actores principales a Víctor Laplace, Dora Baret, Arturo Maly, Luis Medina Castro y Javier Portales.

## Sinopsis
Un hombre polaco termina encerrado en un manicomio de Argentina sometido al abuso de otros pacientes y de un enfermero. 

## Reparto
| Actor              | Personaje   |
| ------------------ | ----------- |
| Víctor Laplace     |             |
| Dora Baret         |             |
| Arturo Maly        |             |
| Luis Medina Castro |             |
| Javier Portales    |             |
| Eithel Bianco      |             |
| Alberto Drago      |             |
| Jorge Surraco      |             |
| Mauro Babuini      | Matías niño |
| Alfredo Alcón      | Voz en off  |
| Jorge Tortora      | Voz en off  |
| Paulino Andrada    |             |

## Comentarios
Mariano Vera en La Prensa escribió:

«Una segunda lectura se desprende de este metraje que logra un clima poco menos que asfixiante. Di Salvo apunta también al exilio interior.»

Jorge Miguel Couselo en Clarín dijo:

«Es una expresión atípica de la pantalla nacional…humilde e irregula, entra en los dominios del testimonio sin adornos.»

Daniel López en La Razón opinó:

«Rutina y poca creación artística.»

Manrupe y Portela escriben:

«Opera prima del director que en 1981 había ensayado en el video Matías y los otros. Película experimental con limitaciones en lo formal pero de indudable sinceridad.»